# Tunel stopowy
Tunel stopowy – rodzaj  tunelu wykonanego pod wzniesieniem, którego wlot i wylot znajdują się w stopie góry. Jest to budowla geotechniczna o znacznej długości, wymagająca specjalnego rozwiązania problemów wentylacji oraz wzmocnienia obudowy ze względu na duży  nacisk górotworu. Ważnym elementem jest zastosowanie właściwych materiałów do obudowy tunelu. Dawniej używano kamienia naturalnego, tzw. kamienia łamanego. Zaletą jego była długowieczność, wadą zaś duża przepuszczalność wody. Często stosowano  materiał sztuczny, a mianowicie najwyższej jakości cegłę klinkierową. Obecnie na obudowy tuneli stosuje się materiały takie jak żelbet, stal, kompozyty gruntowo-cementowe bądź materiały kompozytowe na bazie żywic epoksydowych.

## Zobacz
- Tunel pod Białą Górą - zespół dwóch tuneli kolejowych w północnej części województwa małopolskiego.